# L'Alternativa (Dinamarca)
L'Alternativa (en danés: Alternativet) és un partit polític verd a Dinamarca. El partit es va llançar públicament el 27 de novembre de 2013 per l'exministre de Cultura Uffe Elbæk i Josephine Fock; Elbæk va ser diputat del Partit Social Liberal. Elbæk va ser el líder del partit fins al febrer de 2020, on va renunciar i va ser succeït per Fock. Actualment, el partit està liderat per Franciska Rosenkilde. Col·labora amb DiEM25 en l'àmbit europeu.

## Història

### Fundació
L'Alternativa es va llançar el 27 de novembre de 2013 per Uffe Elbæk i Josephine Fock, en una roda de premsa a Christiansborg, la seu del Folketing, el parlament danés. Altres fundadors inclouen Niko Grüfeld, Torsten Gejl, i Rasmus Nordqvist. L'Alternativa va donar suport a Helle Thorning-Schmidt, la primera ministra en funcions dels socialdemòcrates, però ella es considerava tant d'esquerra com de dreta. El partit va subratllar el desig d'una nova cultura política, una seriosa mitigació del canvi climàtic i l'emprenedoria. No tenia una agenda política completa, sinó que la desenvoluparia en «laboratoris polítics» en cooperació amb el poble danés. El partit nou s'havia previst des de feia dos mesos; Elbæk va abandonar el Partit Social Liberal el 17 de setembre de 2013.
El nom del partit va ser aprovat per la Comissió Electoral Danesa dependent del Ministeri d'Economia i Interior, amb efecte el 18 de desembre de 2013. A principis de 2015 el partit va treballar en la recollida de les 20.260 signatures necessàries per a presentar-se al Parlament, cosa que va aconseguir el 23 de febrer de 2015. El partit pretén col·laborar amb les polítiques a través del que denomina «laboratoris polítics».
El partit va obtenir l'accés a les paperetes per a les eleccions generals de 2015 amb la lletra Å a les llistes electorals el 13 de març de 2015.

### Eleccions de 2015
A les eleccions generals del 18 de juny de 2015, l'Alternativa va rebre el 4,8% dels vots, va obtenir nou diputats, convertint-se així en el sisé partit del Folketing. En una famosa entrevista la nit de les eleccions, Elbæk va intentar parlar, però, en canvi, va acabar dient «Jamenahrmendedevadvadee… Home, açò és una bogeria!».
El partit va donar suport a la reelecció de la líder socialdemòcrata Helle Thorning-Schmidt com a primera ministra. El partit va formar part de l'oposició al tercer govern de Lars Løkke Rasmussen.

## Resultats electorals

### Parlament
| Any  | Lider         | Vots    | %         | Escons  | +/- | Govern   |
| ---- | ------------- | ------- | --------- | ------- | --- | -------- |
| 2015 | Uffe Elbæk    | 168,788 | 4.8 (#6)  | 9 / 179 | Nou | Oposició |
| 2019 | Uffe Elbæk    | 104,148 | 3.0 (#8)  | 5 / 179 | 4   | Oposició |
| 2022 | F. Rosenkilde | 117,567 | 3.3 (#11) | 6 / 179 | 1   | Oposició |

### Eleccions locals
| Any  | Líder                | Escons     | Escons |
| Any  | Líder                | #          | ±      |
| ---- | -------------------- | ---------- | ------ |
| 2017 | Uffe Elbæk           | 20 / 2.432 | Nou    |
| 2021 | Franciska Rosenkilde | 5 / 2.436  | 15     |

| Any  | Escons  | Escons |
| Any  | #       | ±      |
| ---- | ------- | ------ |
| 2017 | 3 / 205 | Nou    |
| 2021 | 0 / 205 | 3      |

| Any  | Escons | Escons |
| Any  | No.    | ±      |
| ---- | ------ | ------ |
| 2017 | 1 / 98 | Nou    |
| 2021 | 0 / 98 | 1      |

### Parlament Europeu
| Any  | Lider             | Vots   | %          | Escons | +/- | Grup |
| ---- | ----------------- | ------ | ---------- | ------ | --- | ---- |
| 2019 | R. Nordqvist      | 92,964 | 3.4 (#9)   | 0 / 14 | Nou | -    |
| 2024 | Jan Kristoffersen | 65,228 | 2.66 (#11) | 0 / 15 | =   | -    |

## Representació parlamentària

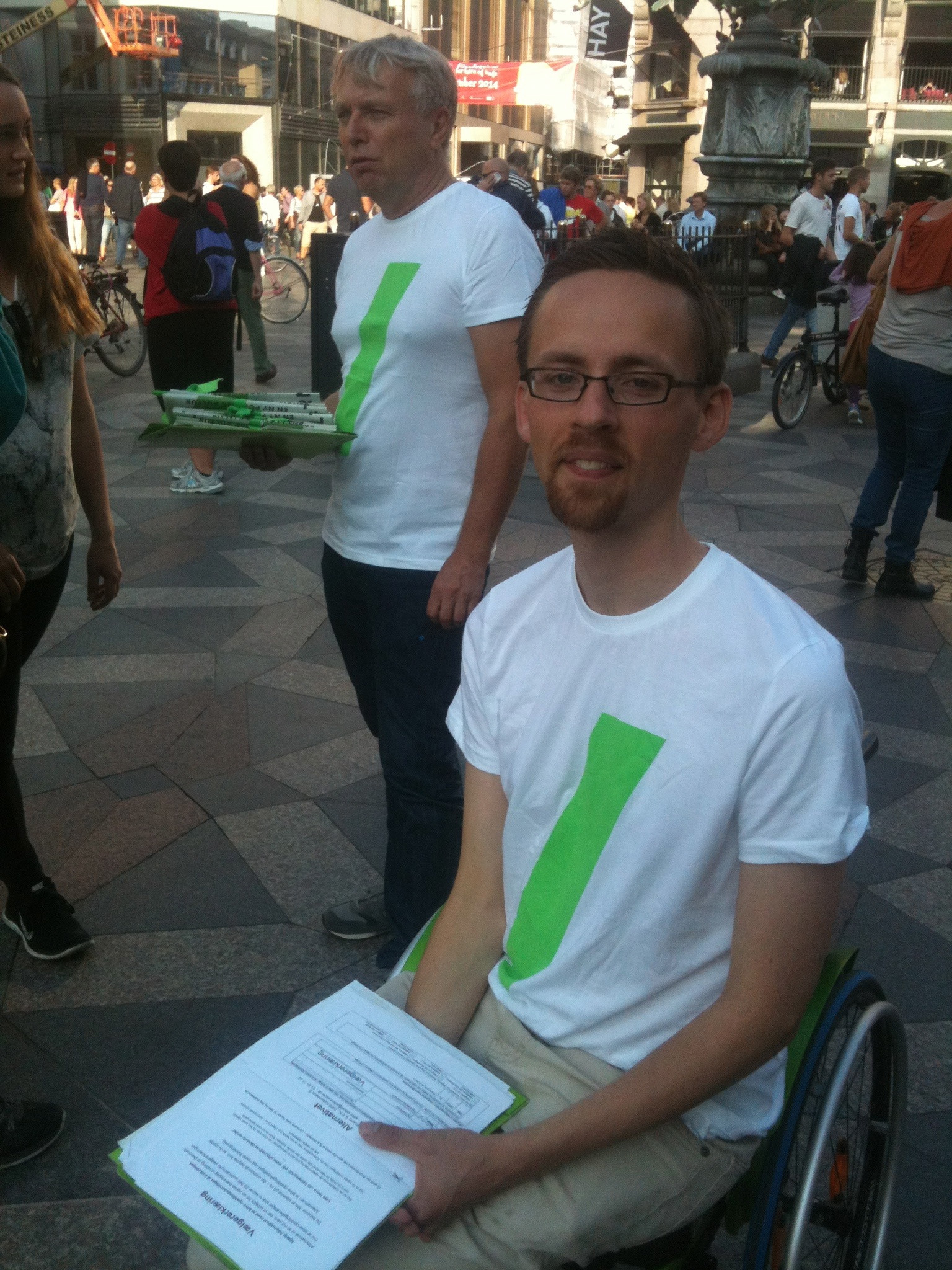
Els candidats principals Rune Wingård (dreta) i Uffe Elbæk (esquerra) reunint signatures a Copenhaguen, el 19 de setembre de 2014.

### 2015
Els diputats des del 2015 i els seus càrrecs de portaveu:
- Uffe Elbæk: Líder de l'Alternativa.
- Josephine Fock: Líder del grup polític de l'Alternativa. Portaveu de finances i economia, política d'ocupació, constitució i política jurídica.
- Rasmus Nordqvist: Portaveu polític de l'Alternativa. Portaveu d'Afers Exteriors, Afers Europeus, Emprenedoria, Consum ètic, Empresa, Comerç, Art, i Cultura.
- René Gade: Portaveu de Defensa, Impostos, i Drets Constitucionals Digitals.
- Torsten Gejl: Portaveu de Política Interior, Trencament de Patró, i Afers Socials.
- Roger Matthisen: Portaveu de ciutats i residències, districtes rurals, illes, illes Fèroe, i Groenlàndia.
- Ulla Sandbæk: Portaveu d'Afers Eclesiàstics, Naturalització, Integració, i Desenvolupament.
- Carolina Magdalene Maier: Portaveu de Salut, Psiquiatria, Igualtat de Drets, Joventut, Família, Persones Majors, Educació, Recerca, Escoles, i Programes d'Educació Juvenil.
- Christian Poll: Portaveu de Medi Ambient, Clima, Energia, Agricultura, Benestar Animal, Pesca, Alimentació, i Transport.

### 2019
Els següents membres van ser elegits per al Folketing el 2019:
- Uffe Elbæk (va abandonar el partit el març de 2020)
- Torsten Gejl
- Rasmus Nordqvist (va abandonar el partit el març de 2020)
- Sikandar Siddique (va abandonar el partit el març de 2020)
- Susanne Zimmer (va abandonar el partit el març de 2020)

### 2022
Els següents membres van ser elegits el 2022:
- Franciska Rosenkilde: Líder política
- Torsten Gejl: Portaveu polític
- Helene Liliendahl Brydensholt
- Sascha Faxe
- Cristina Olumeko
- Teresa Scavenius